# سفارة اليمن في واشنطن العاصمة
سفارة اليمن في واشنطن العاصمة هي البعثة الدبلوماسية للجمهورية اليمنية إلى الولايات المتحدة. وتقع في 2319 وايومنغ شارع N.W. في حي كالوراما في واشنطن العاصمة.